# Ricordanze
Ricordanze von ital. ricordanza (spätlat. recordantia Erinnerung) dient als Name für schriftliche Aufzeichnungen in der italienischen Volkssprache (volgare), die chronologisch in Art eines Tagebuchs geführt wurden. Der Begriff ist bereits gegen Ende des 13. Jahrhunderts belegt.

## Typologie
Geschäftliche und private Notizen können vermischt sein, bei Kaufleuten sind die ricordanze in der Regel Bestandteil der Geschäftsbücher, die von Söhnen und Nachfolgern weitergeführt werden konnten. Teilweise erfüllen sie auch die Funktion von Rechnungsbüchern.
Bekannte Beispiele sind aus dem spätmittelalterlichen Florenz überliefert, doch ist diese Textgattung nicht auf Florenz beschränkt. Unbekannt ist die Gewohnheit in Venedig.
Von italienischen Schriftstellern des 19. Jahrhunderts wie Giacomo Leopardi und Luigi Settembrini wird der Begriff als Titel für autobiographische Erinnerungen benutzt.

## Edierte Texte (Auswahl)
- Biagio Buonaccorsi: Ricordi, hrsg. von Denis Fachard, Bologna 1976.
- Bernardo Machiavelli: Libro di Ricordi, hrsg. von Cesare Olschki, Florenz 1954.
- Giovanni di Pagolo Morelli: Ricordi, in: Vittore Branca (Hrsg.): Mercanti scrittori, Mailand 1986, S. 100–339.
- Armando Petrucci, Il Libro di ricordanze dei Corsini (1362 – 1457), Rom 1965 (Fonti per la storia d’Italia; 100)
- Le ricordanze di Giovanni Chellini da San Miniato medico, mercante e umanista 1425 – 1457. A cura di Maria Teresa Sillano. Milano 1984
- Francesco di Matteo Castellani, Ricordanze. A cura di Giovanni Ciappelli. Firenze 1992 – 1995  (Ricordanze A (1436–1459); Quaternuccio e giornale B (1459 – 1485))
- Ricordanze inedite di Francesco Guicciardini. Pubbl. ed ill. da Paolo Guicciardini. Firenze: Le Monnier 1930
- Buonaccorso Pitti: Ricordi, in: Vittore Branca (Hrsg.): Mercanti scrittori, Mailand 1986, S. 341–503.
- Giorgio Vasari, Il libro delle ricordanze. Hg. von Alessandro De Vita, 1938.